# همدلی

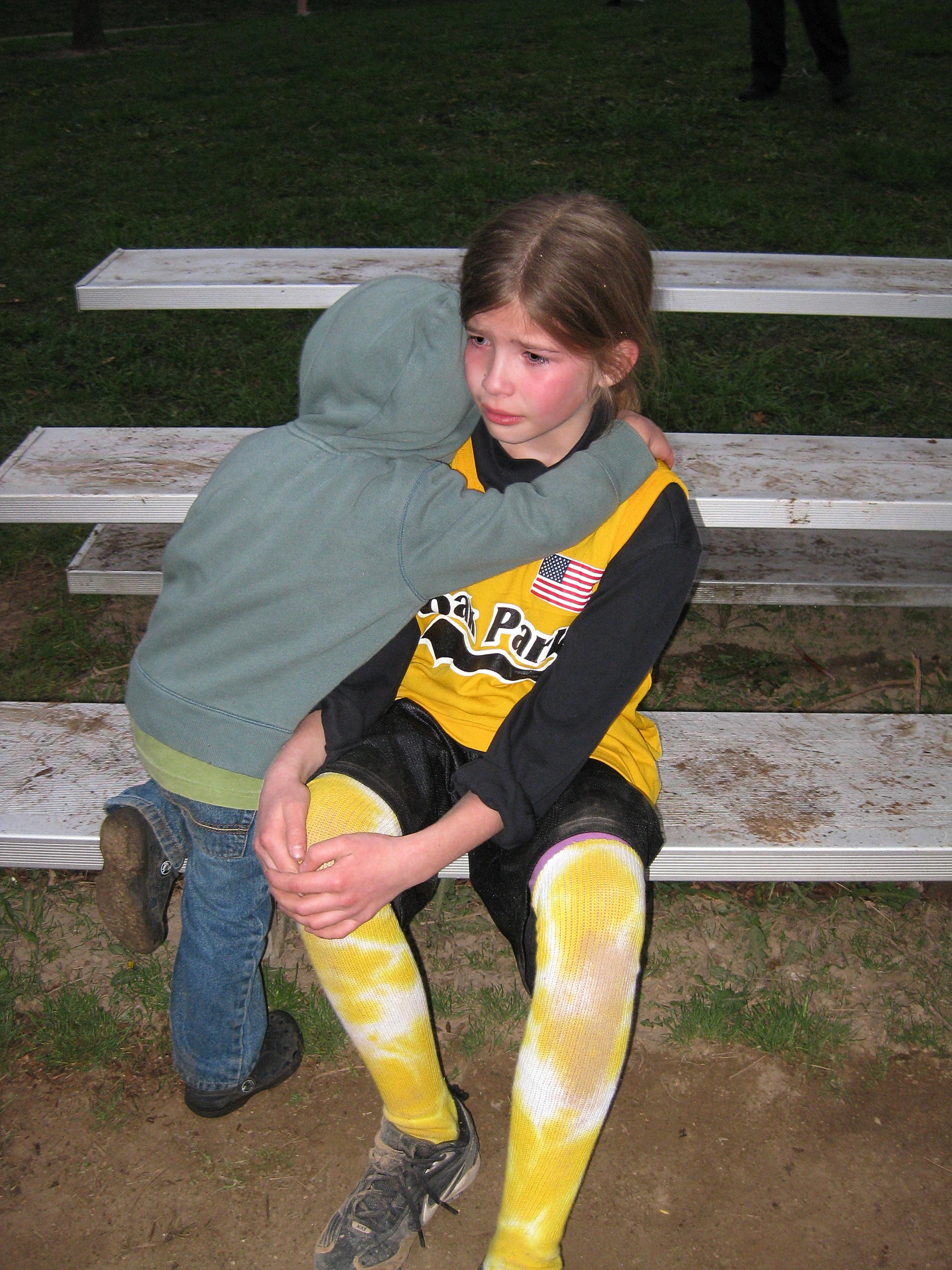
در آغوش گرفتن کسی که آسیب دیده نشانهٔ همدلی است.

همدلی یا هم‌احساسی درک احساس و فهم تجربهٔ حسی دیگران با توانایی دید از نگاه آن‌ها و قراردادن خود در جایگاه آن‌ها است.
دانشنامهٔ روان‌شناسی اثبات‌گرا همدلی را «توانایی تشخیص یا تجربهٔ غیرمستقیم (وضعیت هیجانی) یا حالت عاطفی موجودی دیگر»، یا «پاسخ عاطفی ناشی از درک یا فهم وضعیت یا شرایط عاطفی هیجانی دیگران» معنا کرده است. همدلی به عنوان یک کاتالیزور برای رفتار نوع دوستانه عمل می‌کند که باعث تقویت رفتار اجتماعی و کاهش رنج انسان می‌شود. همدلی را به معنای فهمیدن علاقه‌ها و نگرانی‌های دیگران نیز آورده‌اند، حسی عاطفی که به فرد کمک می‌کند خشونت‌آمیز رفتار نکند و در برخورد با دیگران اصول مهربانی را در نظر داشته باشد. همدلی نوعی درمان است، زیرا احساس دیدن و شنیدن در سطحی عمیق و عاطفی یک تجربه شفابخش است.همدلی پایه ارتباطات مؤثر است؛ زیرا با ایجاد اعتماد و احترام متقابل، روابط انسانی را تقویت می‌کند.

## واژه‌شناسی
در سال ۱۹۰۹ روان‌شناس ادوارد تیچنر واژهٔ آلمانی Einfühlung با ریشهٔ یونانی εν (به درون) و πάθος (شوق و درد) را به امپاتی (به انگلیسی: Empathy) برگرداند.